# Expertiza medicală a capacității de muncă
Medicina capacității de muncă se ocupă, adică studiază fizionomia și fiziologia bolilor persoanelor cu handicap: psihic, fizic, neurologic, oftalmologic, cardiac, etc. Care li se acordă o pensie de invaliditate în cazul în care nu sunt apți de muncă care sunt declarați inapți de muncă în care această specialitate medicală este în colaborare cu casele teritoriale și județene de pensii publice.